# Mohammad Abdul Monjur
Muhammed Abul Monjur, né le 24 février 1940 et décédé le 1er juin 1981 était un officier de carrière de l'armée, et commandant du secteur 8 des forces Mukti Bahini pendant la guerre d'indépendance du Bangladesh en 1971. Son lien avec le meurtre du président Zia qui a mené au coup d'État n'est pas un fait avéré, mais le chef d'état major de l'armée Hussain Muhammad Ershad, le cerveau de l'assassinat de Zia, a donné un ordre permanent de tirer pour tuer Monjur.

## Jeunesse
Monjur est né le 24 février 1940 au Bengale. Il a fréquenté l'école publique de Sarghoda au Pendjab, au Pakistan, et a réussi l'examen de Cambridge en 1955 et l'examen ISC en 1956. Il a obtenu un diplôme intermédiaire du Collège des cadets de l'air de Sarghoda et a étudié à l'université de Dacca pendant un an. Il s'est enrôlé dans l'armée pakistanaise, a étudié à l'Académie militaire pakistanaise et a fréquenté le Collège d'état-major du service de défense au Canada, où il a obtenu son diplôme en 1958,. Il s'est joint au East Bengal Regiment en tant qu'officier breveté.
Après le début de la guerre de libération, le major Monjur faisait partie d'une brigade Para Commando près de la frontière indienne. Il s'est enfui du Pakistan occidental en Inde avec sa famille et quelques officiers.

## Assassinat
Le général Hussain Muhammad Ershad, chef d'état-major de l'armée, a transféré le général Monjur à un poste de non-combattant à Dhaka en tant que commandant du Collège de commandement et d'état-major des services de défense. Monjur était l'officier général commandant (GOC) de Chittagong, et les combattants de la liberté placés sous son commandement ont reçu les postes les plus élevés. Une fois l'ordre de transfert envoyé à Monjur, il a lancé un coup d'État le matin du 30 mai et ordonné l'assassinat du président Ziaur Rahman au Chittagong Circuit House. Ce dimanche 30 mai, Monjur diffusait sur la radio bangladaise depuis la station de Chittagong, en disant : « Ayons une position unie pour diriger le pays et en faire une véritable nation du peuple ». Face à un ultimatum de reddition du gouvernement, la plupart des troupes de Monjur avaient abandonné leurs postes ou avaient rejoint le gouvernement, ce qui a mis fin à la rébellion. Plus tard, les soldats du gouvernement ont repris la station de radio et la radio bangladaise a annoncé une récompense de 500 000 takas pour la capture -morte ou vivante- de Monjur.
Bien que l'assassinat du président Ziaur Rahman ait eu lieu à Chittagong le 30 mai 1981, le coup d'État militaire a échoué. Le général Monjur est passé à la radio pour parler à la nation. Selon l'historien Anthony Mascarenhas dans son « Bangladesh : A Legacy of Blood », Monjur a effectivement isolé Chittagong du reste du pays. Le chef d'état-major de l'armée, le général de corps d'armée Hussain Muhammad Ershad, a rapidement donné l'ordre de réprimer toute action de ce genre et de tuer ou capturer Monjur qui, plus tard, se rend sans incident à la police de Fatikchari. Monjur aurait été tué sur place par des soldats en colère le 2 juin 1981. D'autres rapports disent qu'il a été tué dans le canton de Chittagong par un officier de l'armée envoyé de Dhaka. Moins d'un an plus tard, le général Hussain Muhammad Ershad a pris le pouvoir sans effusion de sang.

## Jugement
Le 28 février 1995, Abul Mansur, frère aîné du général Monjur, a déposé une plainte pour meurtre au commissariat de police de Panchlaish. quatorze ans après son assassinat. Le président du parti Jatiya, H.M. Ershad, a été nommé premier accusé dans cette affaire. Les autres accusés sont le major Kazi Emdadul Haque, le lieutenant-colonel Mostafa Kamaluddin Bhuiyan, le lieutenant-colonel Shams et le major général Adbul Latif,.

## Famille et héritage
Il a laissé derrière lui sa femme et ses quatre enfants, qui ont obtenu l'asile politique aux États-Unis. Mohammad Abdul Monjur était considéré comme un héros de guerre en tant que commandant du secteur 8 pendant la guerre de libération.